# Mariánské Pole
Mariánské Pole (německy Marienfeld) je osada, místní část města Krnova. Rozkládá se na jihozápadním svahu Předního Cvilínského kopce. Do roku 1960 bylo osadou obce Krnov. Od roku 1961 do roku 1978 bylo část obce Mariánské Pole ve městě Krnově. Od 1. ledna 1979 je součástí části obce Pod Cvilínem. Mariánské Pole je v katastrálním území Opavské Předměstí. Jsou zde zahrádkářské osady Cvilín, Sad, Cvilínská alej a Na Vyhlídce.

## Historie
V roce 1786 byl z nařízení císaře Josefa II. uzavřen poutní kostel Panny Marie Sedmibolestné a Povýšení svatého Kříže na Cvilíně a byl určen k likvidaci. Kostel však byl vykoupen za cenu 406 zlatých čtyřmi krnovskými měšťany. V okolí vrchu Cvilína poté vznikla kolonie domů zvaná Mariánské Pole a kostel znovuotevřený v roce 1795 měl sloužit pro její obyvatele.

## Památky
- kostel Panny Marie Sedmibolestné a Povýšení svatého Kříže na Cvilíně
- rozhledna tzv. Lichtenštejnova
- výšinné neopevněné sídliště, archeologické stopy (Cvilín – Burgberk, kóta 440,9)
- lípa malolistá p. č. 1841 (obvod 420 cm, výška 17 m, stáří asi 150 let) – za poutním kostelem Panny Marie Sedmibolestné na vrchu Cvilín